# 正満寺 (柏市)
正満寺（しょうまんじ）は、千葉県柏市にある浄土真宗本願寺派の寺院。

## 歴史
1646年（正保3年）、釈賢祐の開基である。元々は江戸高輪（現・東京都港区高輪）に位置していたが、1657年（明暦3年）に築地（現・東京都中央区築地）に移転した。
明治初期、江戸幕府の小金牧は廃止となり、大規模な開墾が始まった。それに伴い豊四季村が開村したが、かつては放牧場だったこともあり、浄土真宗の寺は無きに等しかった。そのため、1876年（明治9年）に開拓者のために現在地に移転することになった。

## 交通アクセス
- 豊四季駅より徒歩3分。